# Basarabeasca
Basarabeasca ([basaraˈbe̯aska]; ryska: Басарабяска; bulgariska: Бесарабка, Besarabka) är en stad i Moldavien. Den är huvudort i distriktet Basarabeasca och ligger på gränsen till Ukraina. Genom staden rinner floden Cogîlnic. Basarabeasca hade 8 471 invånare (2014).